# Torre di raffreddamento

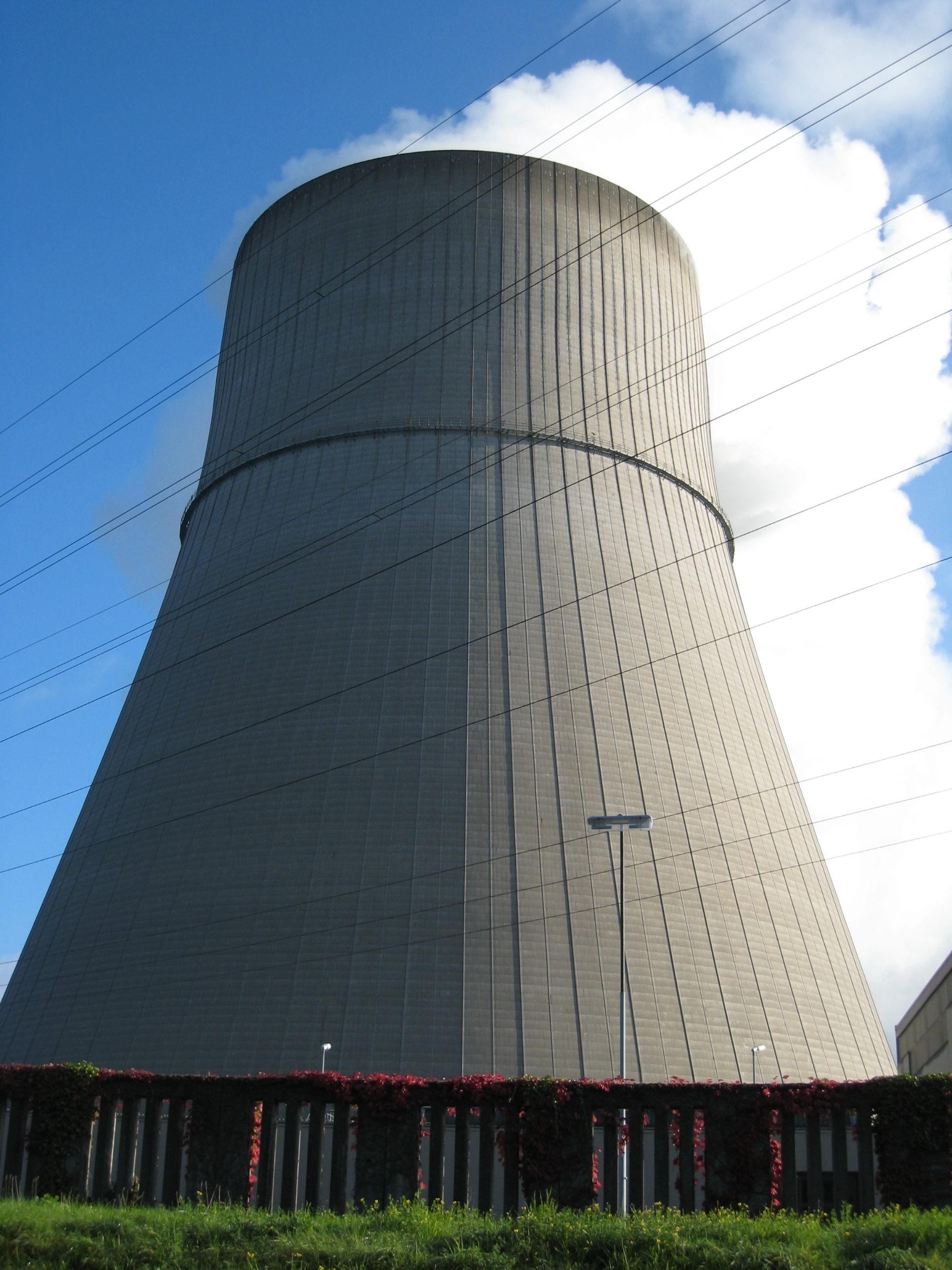
Torre di raffreddamento nel circondario dell'Emsland, in Germania.

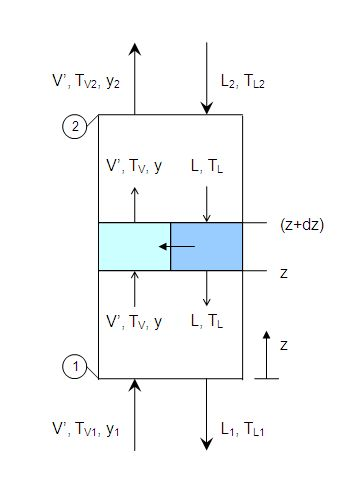
Principio di funzionamento di una colonna di raffreddamento.

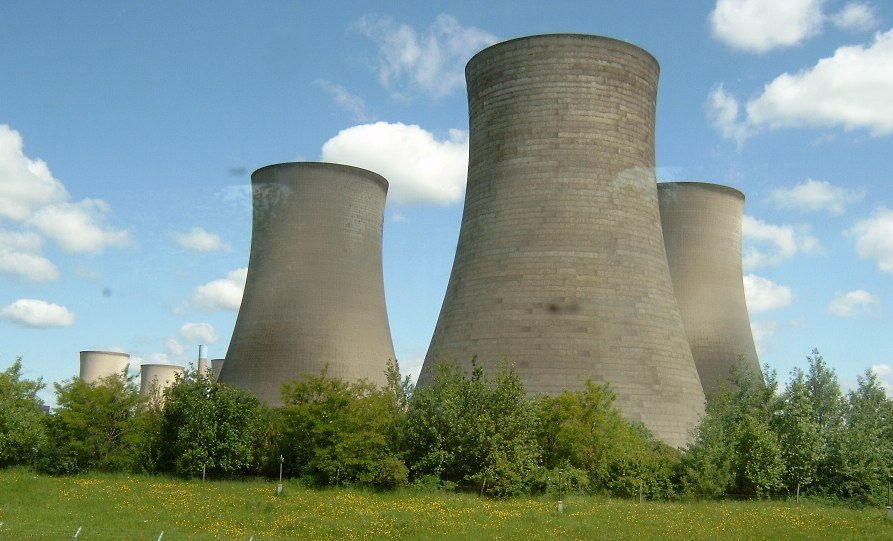
Torri di raffreddamento a tiraggio naturale

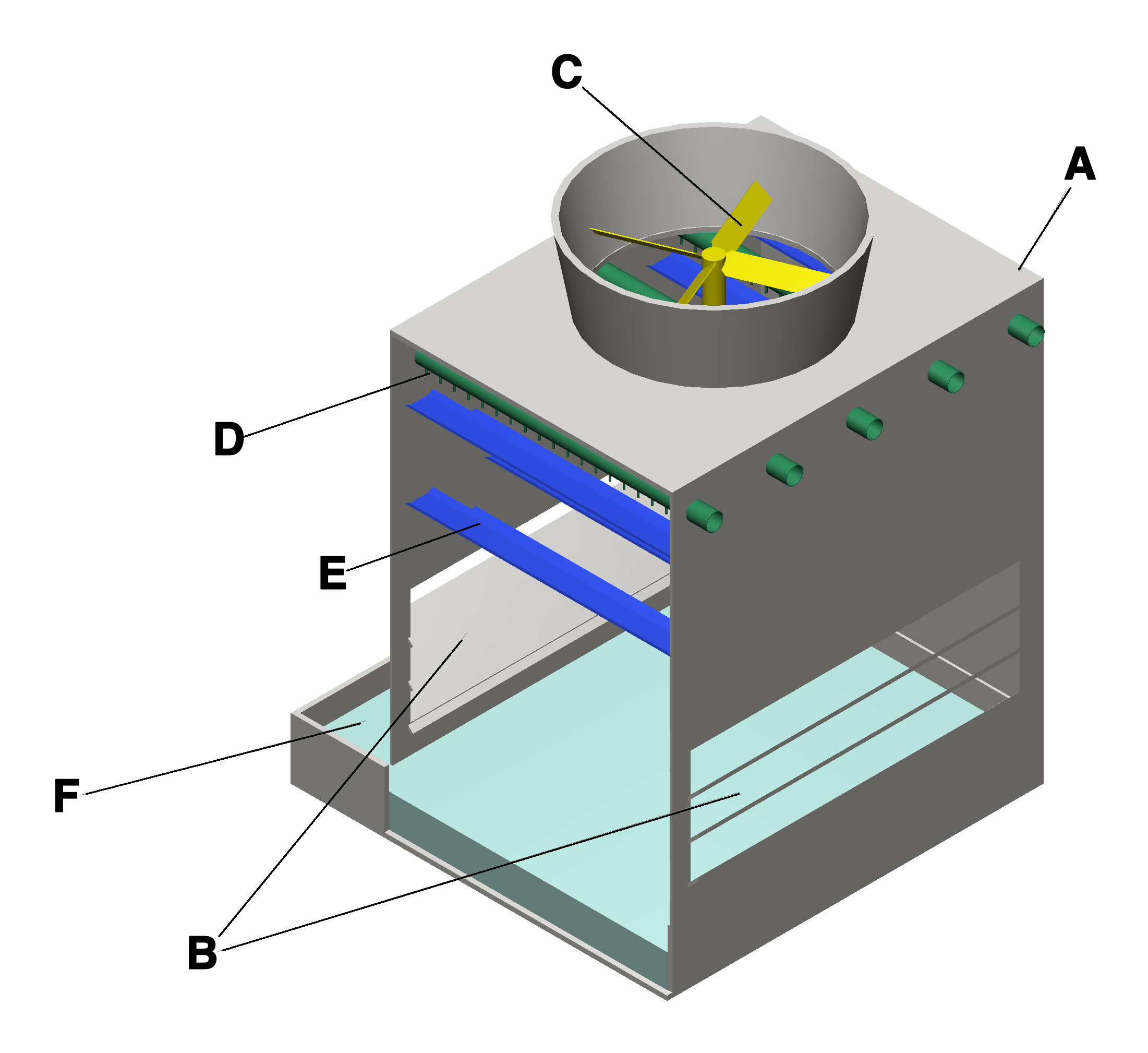
Schema di torre evaporativa a circolazione indotta

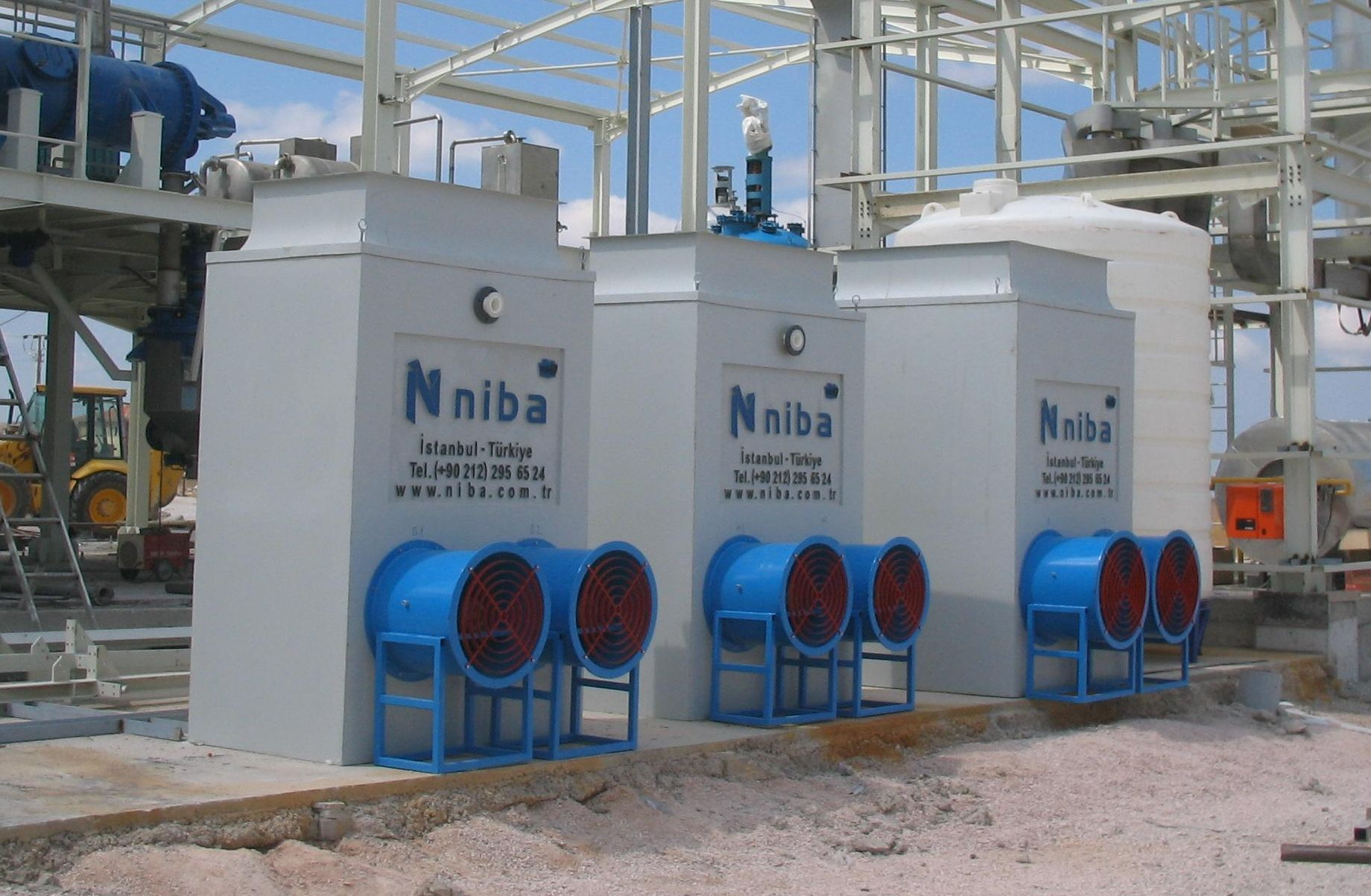
Torri di raffreddamento a circolazione forzata, con ventilatori (in blu) che aspirano l'aria

Una torre di raffreddamento è uno scambiatore di calore gas-liquido nel quale la fase liquida cede energia alla fase gassosa, riducendo così la propria temperatura. Nella grande maggioranza dei casi la fase gassosa è costituita da aria e vapore e la fase liquida da acqua. Le torri di raffreddamento sono chiamate anche torri evaporative in quanto l'acqua calda entrando in contatto con l'aria tende ad evaporare e questo processo assorbe l'energia necessaria al passaggio di fase, denominata calore latente. Le torri di raffreddamento sono usate sia in ambito industriale che civile per disperdere il calore indesiderato prodotto dai macchinari. In questi impianti, l'acqua di raffreddamento assorbe il calore da dissipare e in seguito viene pompata nella torre evaporativa, dove viene raffreddata e rimessa in circolazione a una temperatura inferiore.

## Classificazione per destinazione di utilizzo
Le torri di raffreddamento possono venire utilizzate nell'ambito HVAC (ovvero "riscaldamento, ventilazione e condizionamento dell'aria") oppure in ambito industriale (nell'operazione unitaria di umidificazione).

## Torre evaporativa

### Principio di funzionamento
A fianco viene rappresentato il principio di funzionamento di una colonna di raffreddamento, semplificato per fini di trattazione.
L'acqua dispersa nella parte superiore della torre (di portata {\displaystyle L_{2}}) cadendo entra in contatto con l'aria (di portata {\displaystyle V'}), indotta a salire dal ventilatore o dalla differenza di densità. Il contatto è tanto più intimo quanto più è estesa la superficie delle gocce d'acqua che entrano in contatto con l'aria (ovvero la superficie di scambio di materia). Si ha quindi un trasferimento di massa dalle gocce d'acqua (fase dispersa) verso l'aria (fase continua), dovuto all'umidificazione dell'aria stessa, che non è satura in vapore. Questo trasferimento di massa è di tipo evaporativo, quindi l'acqua cede energia all'aria in modo sostanzialmente isotermico per l'aria, ma con cessione, e quindi con raffreddamento, da parte dell'acqua. Questa esce quindi ad una temperatura {\displaystyle T_{L1}} inferiore a quella di ingresso ({\displaystyle T_{L2}}).
Si noti che la condizione essenziale per il funzionamento è la non saturazione dell'aria (in vapore acqueo); ne consegue che l'efficacia del raffreddamento è inversamente proporzionale alla percentuale di umidità dell'aria.

### Tipologie costruttive
Le torri evaporative vengono classificate in base al tipo di circolazione dell'aria:
- a tiraggio naturale
- a tiraggio meccanico (a circolazione forzata o indotta)

#### Torre evaporativa a tiraggio naturale
Le torri a tiraggio naturale sfruttano la differenza di densità della miscela aria - vapore acqueo per far circolare l'aria e possono evitare l'uso di ventilatori.
Queste torri hanno una caratteristica sagoma a sezione verticale costituita da un iperboloide a una falda, per ragioni statiche e costruttive. Si noti il pennacchio uscente dalla parte alta della torre (camino) a sinistra, costituito da aria satura di vapore d'acqua.
Le torri a circolazione naturale sono preferite nelle centrali nucleari e geotermiche, dove è giustificato il costo elevato dell'apparecchiatura, entrando in gioco portate di aria elevate. La scelta di queste torri ricade nei casi in cui si richiede il raffreddamento di elevate portate d'acqua.

#### Torre evaporativa a tiraggio meccanico
È di gran lunga la tipologia più usata. In sostanza è costituita da:
- Una struttura di contenimento (A), in cemento, metallo o plastiche varie, dotata alla base di aperture (B) per la circolazione dell'aria atmosferica, indotta dal ventilatore (C);
- Un sistema di distribuzione dell'acqua, costituito da ugelli di distribuzione (D) e da un riempimento solitamente plastico (E);
- Una vasca (F) di raccolta dell'acqua raffreddata.

A volte la torre è dotata di una vasca dell'acqua calda, ossia quella che ritorna dal processo; in questo caso la vasca dell'acqua calda è dotata di pompe che rilanciano l'acqua alla torre vera e propria. 
Le torri evaporative a tiraggio meccanico vengono distinte a loro volta in torri evaporative a circolazione forzata e a circolazione indotta; nella configurazione a circolazione forzata l'aria viene aspirata dal ventilatore posto alla base della torre. A questa configurazione si preferisce quella a circolazione indotta, nella quale invece il ventilatore è posto all'uscita della torre anziché all'entrata (B), perché altrimenti potrebbero crearsi degli anelli di ricircolazione all'esterno della torre, dovuti al fatto che parte dell'aria uscente dall'alto potrebbe essere aspirata dai ventilatori posti in basso, e questo ridurrebbe l'efficienza dell'apparecchiatura. D'altra parte il ventilatore posto all'uscita (esaustore) è soggetto a rapida corrosione ed a guasti dovuti all'umidità dell'aria convogliata, inconveniente assente nel ventilatore all'ingresso (di spinta).

### Determinazione dell'equazione di progetto

#### Bilancio di materia
Se consideriamo una sezione di colonna di spessore infinitesimo {\displaystyle dz} come volume di controllo, il bilancio di materia su questo volumetto si esprime come:
{\displaystyle V'\cdot Y|_{z}+N_{A}\cdot aS\cdot dz=V'\cdot Y|_{(z+dz)}}
in cui:
- {\displaystyle V'} è la portata della corrente gassosa (che può essere assunta costante lungo la colonna)
- {\displaystyle N_{A}} è il flusso di materia, dato dal prodotto tra coefficiente di scambio di materia e la forza spingente rispettiva
- {\displaystyle aS\cdot dz} è pari a {\displaystyle dA}, cioè è la superficie di scambio di materia
- {\displaystyle Y} è l'umidità molare, pari a {\displaystyle {\frac {y}{1-y}}} (essendo {\displaystyle y} la frazione molare)
- {\displaystyle z} è la quota, avendo assunto come riferimento la sezione (1) della colonna.

l'equazione sopra può essere riscritta come:
| {\displaystyle V'dY={\frac {k_{y}}{(1-y)_{ML}}}(y_{i}-y)\cdot aSdz\simeq k_{y}(Y_{i}-Y)aSdz} |
il pedice ML indica una differenza media logaritmica.

#### Bilancio entalpico sulla fase gassosa
Il bilancio di calore sulla sola fase gassosa, in termini di entalpia, si scrive in forma differenziale:
{\displaystyle dH_{TOT}=V'dH_{V}}
essendo {\displaystyle dH_{V}} dato dalla somma di un contributo di calore sensibile ({\displaystyle C_{h}}) e di un contributo di calore latente ({\displaystyle \lambda _{0}}):
{\displaystyle dH_{V}=d[C_{h}(T_{V}-T_{0})+\lambda _{0}Y]=d[c_{p,b}(T_{V}-T_{0})+Y\cdot c_{p,a}(T_{V}-T_{0})+Y\cdot \lambda _{0}]}
in cui il pedice a è riferito al componente che viene scambiato (acqua), mentre il pedice b indica la fase gassosa (aria) che si arricchisce del componente a.

{\displaystyle C_{h}} è il calore umido molare, mentre {\displaystyle c_{p,a}} e {\displaystyle c_{p,b}} sono i calori specifici a pressione costante del componente a e del componente b.
{\displaystyle T_{V}} è la temperatura della fase vapore e {\displaystyle T_{0}} e una temperatura di riferimento (in genere 25 °C) a cui è misurato il calore latente di evaporazione {\displaystyle \lambda _{0}}.
Riarrangiando i termini:
{\displaystyle dH_{V}=c_{p,b}dT_{V}+Y\cdot c_{p,a}dT_{V}+c_{p,a}(T_{V}-T_{0})dY+\lambda _{0}dY}
Possiamo trascurare {\displaystyle c_{p,a}(T_{V}-T_{0})dY}, per cui:
| {\displaystyle dH_{TOT}=V'C_{h}dT_{V}+V'\lambda _{0}dY} |
Il primo termine {\displaystyle V'C_{h}dT_{V}} rappresenta l'aumento di entalpia dovuto alla variazione di temperatura, mentre il secondo termine {\displaystyle V'\lambda _{0}dY} rappresenta l'aumento di entalpia dovuto alle variazioni di umidità.

#### Altezza di colonna e altezza dell'unità di trasferimento
Confrontando le espressioni del bilancio di materia e dal bilancio di entalpia lato gas, possiamo scrivere:
{\displaystyle V'dH_{V}=h_{V}(T_{i}-T_{V})aSdz+\lambda _{0}k_{y}(Y_{i}-Y)aSdz}
{\displaystyle =aSdz\cdot k_{y}\left[{\frac {h_{V}}{k_{y}}}(T_{i}-T_{V})+\lambda _{0}(Y_{i}-Y)\right]}
{\displaystyle =aS\cdot k_{y}(H_{i}-H_{V})dz}
da cui:
{\displaystyle dz=\left({\frac {V'}{aSk_{y}}}\right){\frac {dH_{V}}{H_{i}-H_{V}}}}
integrando:
| {\displaystyle \int _{1}^{2}dz=\int _{1}^{2}\left({\frac {V'}{aSk_{y}}}\right){\frac {dH_{V}}{H_{i}-H_{V}}}} |
{\displaystyle \int _{1}^{2}dz} è l'altezza della colonna, mentre {\displaystyle \left({\frac {V'}{aSk_{y}}}\right)} è l'altezza dell'unità di trasferimento (o HTU).

#### Bilancio di entalpia lato liquido
In termini differenziali:
{\displaystyle (L\cdot H_{L})|_{z+dz}=(L\cdot H_{L})|_{z}+dQ}
ovvero:
{\displaystyle d(L\cdot H_{L})=h_{L}\cdot (T_{L}-T_{i})\cdot aSdz}

#### Bilancio di entalpia globale
{\displaystyle V'H_{V}|_{z}+L\cdot H_{L}|_{z+dz}=V'H_{V}|_{z+dz}+(L\cdot H_{L})|_{z}}
da cui otteniamo:
{\displaystyle V'dH_{V}=d(L\cdot H_{L})}
{\displaystyle aSK_{y}(H_{i}-H_{V})dz=h_{L}(T_{L}-T_{i})aSdz}
{\displaystyle {\frac {H_{i}-H_{V}}{T_{i}-T_{L}}}=-{\frac {h_{L}}{K_{y}}}}
Il bilancio entalpico tra la sezione 1e una sezione generica si scrive:
{\displaystyle V'H_{V1}+(L\cdot H_{L})|_{z}=V'H_{V}|_{z}+L_{1}H_{L1}}
{\displaystyle V'(H_{V}-H_{V1})=L\cdot c_{P,L}(T_{L}-T_{0})-L_{1}\cdot c_{P,L}(T_{L1}-T_{0})}
supponendo che la portata di liquido sia costante:
| {\displaystyle {\frac {H_{V}-H_{V1}}{T_{L}-T_{L1}}}={\frac {L\cdot c_{P,L}}{V'}}} |
In pratica si traccia in un diagramma temperatura-entalpia ({\displaystyle T_{L}}-{\displaystyle H_{V}}) la curva relativa a {\displaystyle H_{V,sat}(T)}, ch corrisponde alle condizioni di equilibrio, e la retta di lavoro, con pendenza {\displaystyle {\frac {L\cdot c_{P,L}}{V'}}} e passante per i punti ({\displaystyle T_{L1}},{\displaystyle H_{V1}}) e ({\displaystyle T_{L2}},{\displaystyle H_{V2}}).
Si tracciano quindi delle rette di pendenza {\displaystyle -{\frac {h_{L}}{K_{y}}}} a partire dai punti ({\displaystyle T_{L1}},{\displaystyle H_{V1}}) e ({\displaystyle T_{L2}},{\displaystyle H_{V2}}), e si calcola l'area racchiusa tra queste rette, la retta di lavoro e la curva di equilibrio basandosi sul calcolo dell'integrale a mezzo di metodi numerici (ad esempio tramite la regola di Simpson).

### Prestazioni
Tra i principali fattori che possono influenzare le prestazioni delle torri evaporative: la temperatura del bulbo umido (WBT, Wet Bulb Temperature), il range di raffreddamento (Cooling Range), il carico termico o potenza termica da dissipare (Heat Load) e l'approach, ovvero la differenza di temperatura tra l'acqua raffreddata che entra nel bacino e la temperatura a bulbo umido dell’aria. 
Una torre evaporativa correttamente dimensionata potrà fornire acqua fredda ad una temperatura pari alla temperatura di bulbo umido più 3-4 K. In un giorno ventilato e sereno di mezza stagione, è ragionevole pensare ad una temperatura di uscita di 20-25 °C, mentre in un giorno caldo e afoso di estate ci si aspetta di utilizzare acqua a 34-35 °C. Di questo va tenuto conto nel dimensionamento delle apparecchiature che dipendono dalla torre.

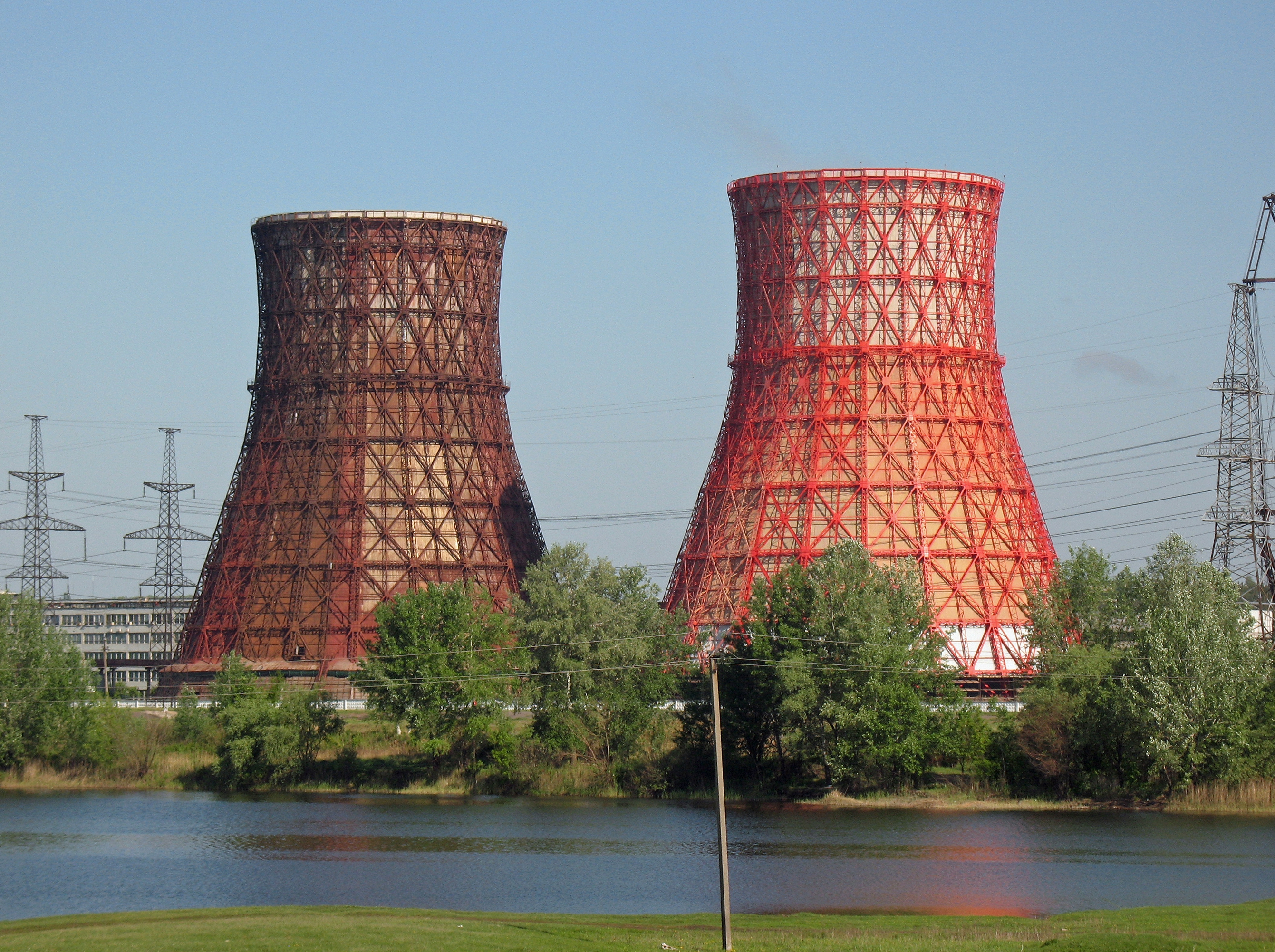
Kharkov Power Station #5

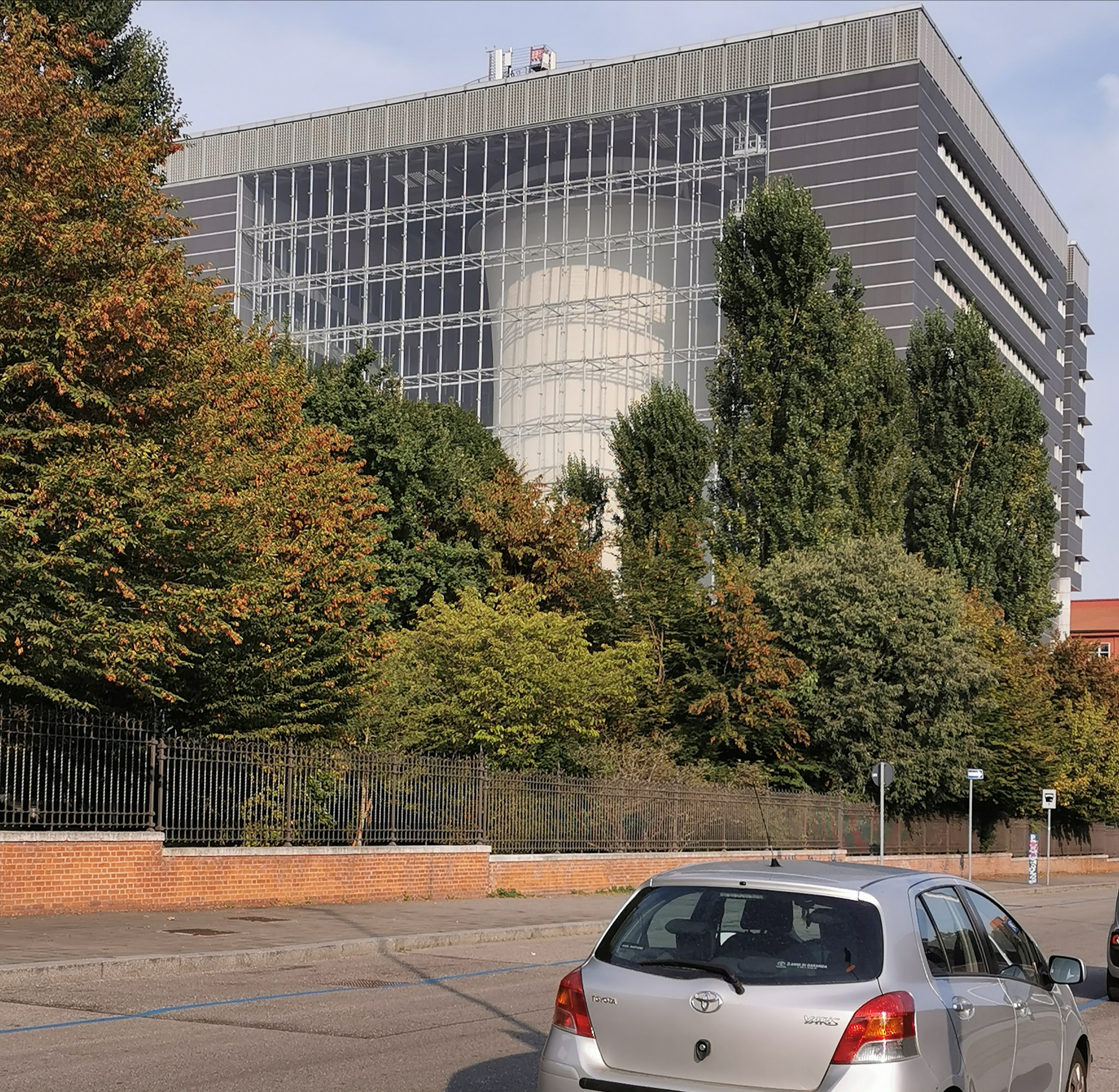
Torre di raffreddamento conservata nella nuova sede della Pirelli, a Milano